# Clément Sire
Pour les articles homonymes, voir Sire.
 (juin 2021).
Si vous disposez d'ouvrages ou d'articles de référence ou si vous connaissez des sites web de qualité traitant du thème abordé ici, merci de compléter l'article en donnant les références utiles à sa vérifiabilité et en les liant à la section « Notes et références ».
Clément Sire, né le 26 mars 1967 à Boulogne-Billancourt (Seine), est un chercheur scientifique français, mathématicien et physicien.

## Biographie
Clément Sire est le deuxième fils de l'écrivain et homme de radio Gérard Sire.
Après des études à l'École normale supérieure conclues par une agrégation de mathématiques, il soutient la même année une thèse en physique théorique à l'université Pierre-et-Marie-Curie (1990).
Il séjourne aux États-Unis avant d'être recruté par le CNRS au Laboratoire de physique théorique – IRSAMC (Institut de recherche sur les systèmes atomiques et moléculaires complexes) de l'université Paul-Sabatier de Toulouse, où il devient directeur de recherche en octobre 2005. Il dirige le laboratoire depuis 2007.
Il donne par ailleurs des conférences de vulgarisation pour tous les publics et sur des thèmes très variés en collèges, lycées, écoles d’ingénieurs, associations, formations… 
Il s'intéresse aussi, comme joueur et chercheur, aux jeux de cartes, poker et  bridge.

## Publications
Publications et communications scientifiques
- Liste officielle

Publications destinées à un plus large public
- Quelques beaux problèmes de mathématiques (avec Denis Favennec), Ellipses, 1989 (1re édition) (ISBN 978-2-7298-8933-3)

Le programme de taupe résumé en 14 problèmes exemplaires
- La physique hors des sentiers battus, Maison de la philosophie de Toulouse (Forums des savoirs), Délégation régionale Midi-Pyrénées du CNRS, 2004
- Histoire de la cosmologie moderne : 13,7 milliards d’années en 60 minutes, Maison de la philosophie de Toulouse (Forums des savoirs), 2003
- La physique du poker (et de la société)
- Les échelles de temps en recherche fondamentale, Université libre de Toulouse, 2009

Roman policier et d'anticipation
- (sous le pseudonyme d’Achille Nikos), Les suicides étaient presque parfaits, Édition du Renouveau, 2006 (disponible en téléchargement)